# 국제 피스트볼 협회
국제 피스트볼 연맹(International Fistball Association, IFA)는 피스트볼 종목을 총괄하는 국제 단체이다.

## 회원국
| 유럽 - 알바니아 - 벨기에 - 덴마크 - 독일 - 프랑스 - 그리스 - 아이슬란드 - 이탈리아 - 카탈루냐 지방 - 몰타 - 몰도바 - 오스트리아 - 폴란드 - 스웨덴 - 스위스 - 세르비아 - 체코 - 우크라이나 - 헝가리 - 벨라루스 - 키프로스 | 남아메리카 - 아르헨티나 - 브라질 - 칠레 - 파라과이 - 페루 - 우루과이 | 아시아 - 인도 - 일본 - 네팔 - 파키스탄 - 대만 | 북아메리카 - 멕시코 - 미국 | 아프리카 - 나미비아 |

## 행사

### 대회
- 세계 피스트볼 선수권 대회
- 피스트볼 유로피언 선수권 대회
- IFA 컵
- 피스트볼 월드컵
- 월드 게임